# Santa Coloma de Benés
Santa Coloma de Benés és una església de Sarroca de Bellera (Pallars Jussà) inclosa a l'Inventari del Patrimoni Arquitectònic de Catalunya.

## Descripció
Església aïllada, d'una sola nau amb voltes d'aresta. Ha estat molt modificada. La façana principal de ponent-migjorn s'ha arrebossat i blanquejat, rematant-la amb una petita [[0.839911	42.122844espadanya]], a sobre de l'òcul que il·lumina al cor.

## Història
L'any 1976, es conservava un campanar amb quatre obertures i les cobertes de teula àrab